# Centaur (Schiff, 1953)
Die britische HMS Centaur (R06) war der erste von vier Flugzeugträgern der Centaur-Klasse der Royal Navy.
Die Kiellegung des Schiffes war 1944 auf der Werft von Harland & Wolff in Belfast. Nach dem Ende des Zweiten Weltkriegs ging der Bau nur noch zögernd voran und das Schiff wurde erst 1953 in Dienst gestellt. Der Flugzeugträger wurde zwischen 1956 und 1958 mit einem geänderten Flugdeck ausgestattet, dessen Landefläche um 5½° zur Schiffsachse abgewinkelt war. Außerdem wurden Dampfkatapulte eingebaut, um den Start von Düsenflugzeugen zu ermöglichen.

## Geschichte
Die Centaur wurde als zweites Schiff der Centaur-Klasse auf Kiel gelegt, kam jedoch noch vor der Albion (R07) in Dienst und wurde somit Typschiff der nach ihr benannten Klasse. Ihre Kiellegung erfolgte am 30. Mai 1944 und bis zum Stapellauf am 22. April 1947 trieb man den Bau mit normalen Tempo voran. Danach wurde die Centaur jedoch aufgelegt. Erst 1951 wurden die Arbeiten wieder aufgenommen.
Am 1. September 1953 stellte die Centaur erstmals in Dienst. In der Zwischenzeit hatte sich das Flugzeugträgerwesen durch spektakuläre Entwicklungen wie Winkeldeck, Landespiegel und Dampfkatapult geradezu revolutioniert. So ging Centaur, nach Abschluss ihrer Erprobungsfahrten, erneut zum Umbau in die Werft. Im Februar 1954 kam sie endgültig in Fahrt, das Landedeck war jetzt um 5½° nach Backbord abgewinkelt.
Im weiteren Verlauf ihrer Dienstzeit erhielt sie anlässlich der Werftliegezeit 1956 bis 1958 zwei Dampfkatapulte und eine neue Seilfanganlage, um alle modernen, zur damaligen Zeit in Dienst befindlichen, bzw. geplanten Düsenflugzeuge („Sea Hawk“, „Sea Venom“, „Scimitar“ und „Sea Vixen“) einsetzen zu können.

## Verbleib
In den 1960er Jahren zeigte sich dann, dass eine längere Indiensthaltung des Schiffes als Leichter Flottenflugzeugträger nicht wahrscheinlich schien. Eine neue Flugzeuggeneration war im Zulauf, die in Größe und Gewicht weder in ausreichender Zahl untergebracht, noch eingesetzt werden konnte. Vorübergehend erwog man daher den Umbau zu einem Kommandoschiff nach dem Muster der Schwesterschiffe Bulwark (R08) und Albion (R07), jedoch gab es weder einen dringenden Bedarf, noch standen die erforderlichen finanziellen Mittel zur Verfügung. So wurde die Centaur 1965, nach nur elf Jahren aktivem Flottendienst als Flugzeugträger aus der Fahrt genommen und bis zur Abwrackung 1972 als Wohnschiff verwendet. Aus der Flottenliste wurde sie bereits am 24. April 1970 gestrichen.
Während Albion 1972 außer Dienst stellte, diente Bulwark noch bis 1981 als ASW-Träger. Das vierte Schwesterschiff Hermes (R12) stand bis 2016 als INS Viraat (R22) im Dienst der indischen Flotte.